# 식품 보관

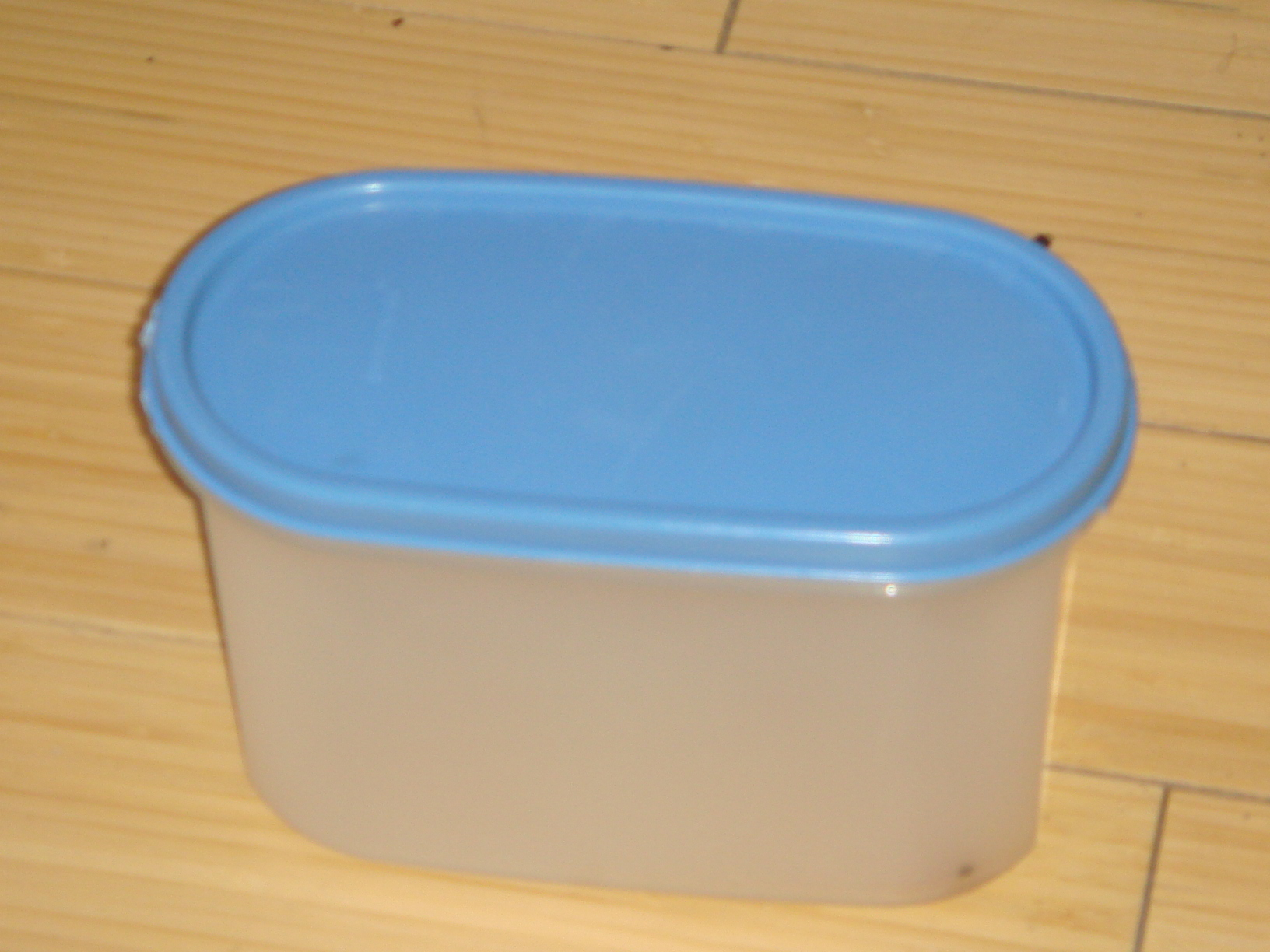
일반 가정에서 사용되는 식품보관.

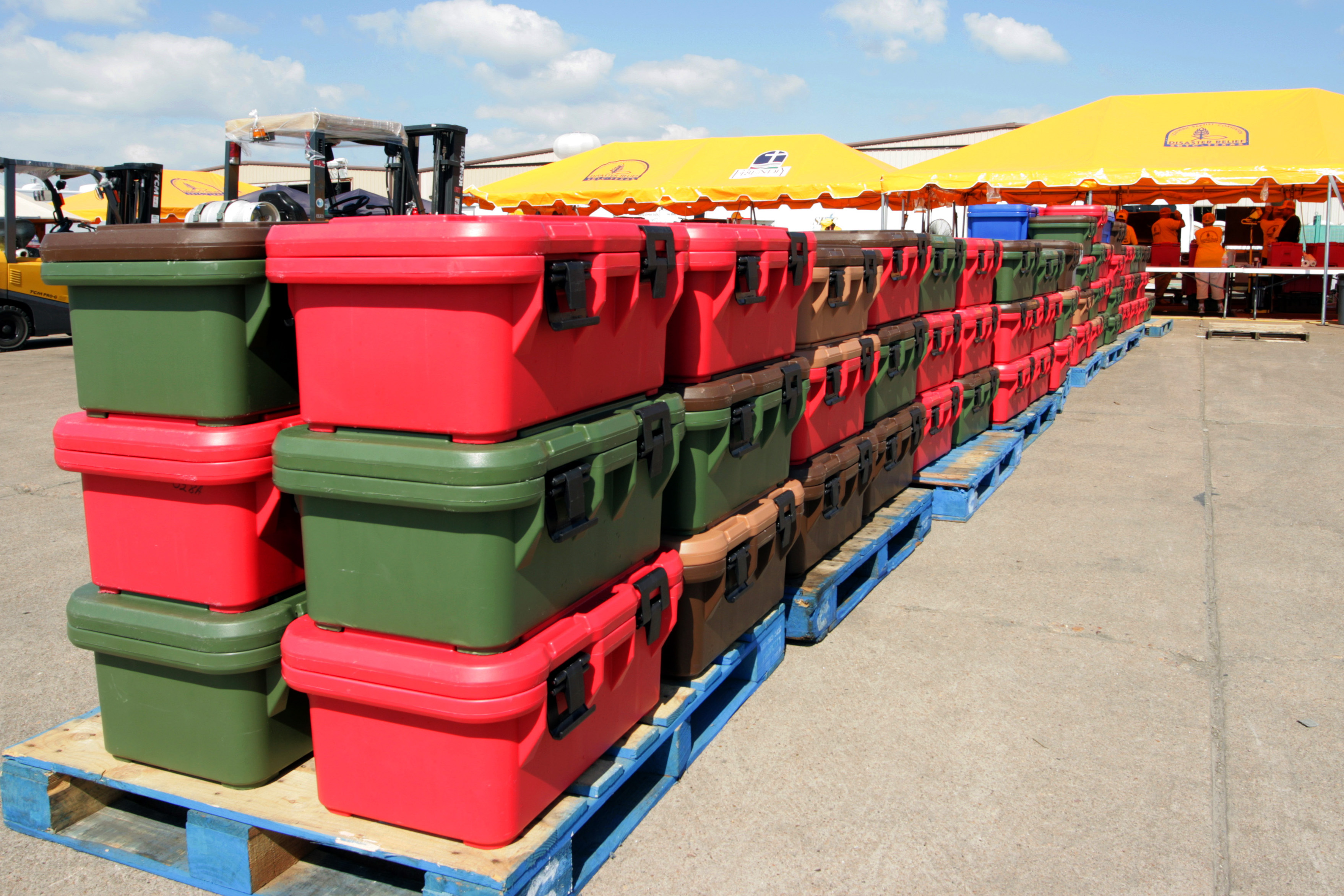
2008년 텍사스의 선적 팔레트에 쌓인 미국 연방재난관리청 (FEMA) 식품 저장 용기

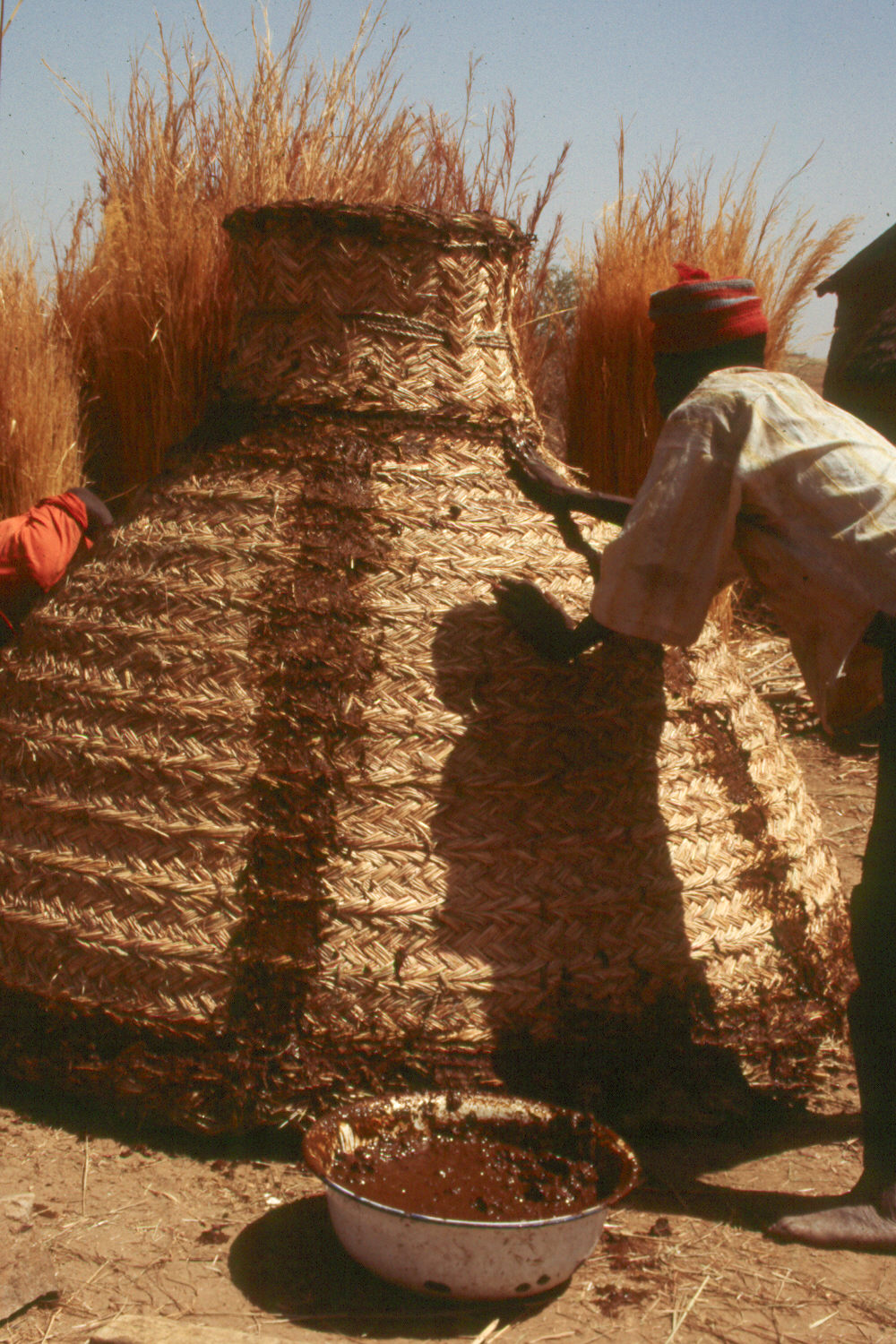
새로운 꼰 미곡창의 시작 (카프스키, 북 카메룬)

식품 보관(食品保藏)은 자연스럽고 불가피한 가변성에 직면하여 식품 공급의 가변성을 줄이는 방법이다.이 방법을 이용하면 즉석에서가 아니라 수확 후 얼마 동안(일반적으로 몇 주에서 몇 달) 음식을 먹을 수 있다. 이는 전통적인 국내 기술이며 식품 물류의 형태로 중요한 산업 및 상업 활동이다. 식품 보존, 보관 및 운송 ( 소비자에게 적시 배송 포함)은 특히 식품 생산을 타인에게 의존하는 전 세계 대다수의 사람들에게 있어 매우 중요하다.
식품의 심각한 손실은 부적절한 보관 조건과 공급망의 초기 단계에서 내린 결정으로 인해 제품의 유통 기한이 짧아지는 경향이 있다. 특히 적절한 냉장 보관은 양적 및 질적 식품 손실을 방지하는 데 중요하다.
음식은 거의 모든 인간 사회와 많은 동물들 사이에서도 이용된다. 식품 저장에는 몇 가지 주요 목적이 있다.
- 소비자에게 유통하기 위한 수확 및 가공된 식물 및 동물성 식품의 저장
- 일년 내내 더 나은 균형 잡힌 식단을 가능하게 히기 위해서
- 사용하지 않거나 먹지 않은 음식을 나중에 사용할 수 있도록 보존하여 음식물 쓰레기 줄이기 위해서
- 요리에 사용하기 위해 향신료 또는 쌀과 밀가루와 같은 건조 재료와 같은 식료품 저장실 식품 보존을 위해서
- 기본적인 비상 대비(대부분의 사람들에게 해당) 또는 보다 극단적인 형태의 생존주의 비상 관리로서 재난, 비상 사태 및 식량 부족 또는 기근 시기에 대한 대비를 위해서
- 종교적 이유: 예를 들어 LDS 교회 (후기 성도 예수 그리스도 교회)의 지도자들은 교인들에게 음식을 비축하도록 지시한다.[4]
- 동물이나 도난으로부터 보호를 위해서

## 같이 보기
- 통조림
- 식품과학
- 식이 보충제
- 식품 저장
- 초절이